# Nati nel 1997/Novembre
| Questa pagina contiene informazioni ricavate automaticamente dalle voci biografiche con l'ausilio del template Bio e di un bot. L'aggiornamento è periodico e automatico e ricostruisce completamente la pagina. Se manca una persona in questa lista, sei pregato di non aggiungerla, ma accertati piuttosto che la sua voce biografica contenga il template Bio e che i dati anagrafici siano correttamente compilati. Se il template Bio manca, inseriscilo tu stesso o, in alternativa, metti l'avviso {{tmp\|Bio}} che ne segnala la mancanza. Se i dati riportati sono sbagliati, correggi direttamente la voce biografica; le modifiche saranno visibili in questa lista entro pochi giorni. Per chiarimenti vedi il progetto biografie. La lista contiene solo le 313 persone che sono citate nell'enciclopedia e per le quali è stato implementato correttamente il template Bio. Pagina aggiornata al 18 ago 2025. |

- 1º novembre - Max Burkholder, attore e doppiatore statunitense
- 1º novembre - Mohamed Dellahi Yali, calciatore mauritano
- 1º novembre - Mark Estrella, ex calciatore peruviano
- 1º novembre - Relly Fernández, calciatore peruviano
- 1º novembre - Ahmad Hasan Ali Mahmud Ahmad, lottatore egiziano
- 1º novembre - Sebastián Herrera, cestista cileno
- 1º novembre - Kaylee Bryant, attrice statunitense
- 1º novembre - Ryan Mmaee, calciatore marocchino
- 1º novembre - Nordi Mukiele, calciatore francese
- 1º novembre - Elvis Rexhbeçaj, calciatore kosovaro
- 1º novembre - Yuzuho Shiokoshi, calciatrice giapponese
- 1º novembre - Alex Wolff, attore, musicista e cantante statunitense
- 2 novembre - Damir Ceter, calciatore colombiano
- 2 novembre - Kadre Gray, cestista canadese
- 2 novembre - Davis Keillor-Dunn, calciatore inglese
- 2 novembre - Julien Ngoy, calciatore belga
- 2 novembre - Utku Yuvakuran, calciatore turco
- 3 novembre - Izuchuckwu Anthony, calciatore nigeriano
- 3 novembre - Bao Shanju, pistard cinese
- 3 novembre - Ski Aggu, rapper tedesco
- 3 novembre - Filip Forejtek, sciatore alpino ceco
- 3 novembre - Sarthak Golui, calciatore indiano
- 3 novembre - Agustín Guiffrey, calciatore argentino
- 3 novembre - Takumi Kitamura, attore, cantante e modello giapponese
- 3 novembre - Natasha Mack, cestista statunitense
- 3 novembre - Lázaro Martínez, triplista cubano
- 3 novembre - Sergio Montero, calciatore uruguaiano
- 3 novembre - Henry Niño, calciatore nicaraguense
- 3 novembre - Carson Rowland, attore e cantante statunitense
- 3 novembre - Diana Silvers, attrice e modella statunitense
- 4 novembre - Bryony Botha, pistard neozelandese
- 4 novembre - Hiago, calciatore brasiliano
- 4 novembre - Víctor Dávila, calciatore cileno
- 4 novembre - Konrad Faber, calciatore tedesco
- 4 novembre - Jared Khasa, calciatore francese
- 4 novembre - Greg Little, giocatore di football americano statunitense
- 4 novembre - Everton Morelli, calciatore brasiliano
- 4 novembre - Joris Moutachy, calciatore francese
- 4 novembre - Gaoussou Samaké, calciatore ivoriano
- 5 novembre - Simone Alinovi, giocatore di football americano italiano
- 5 novembre - Jordan Bone, cestista statunitense
- 5 novembre - Īlias Chatzītheodōridīs, calciatore greco
- 5 novembre - Simi Fehoko, giocatore di football americano statunitense
- 5 novembre - Mihail Ghecev, calciatore moldavo
- 5 novembre - Bryce Hall, giocatore di football americano statunitense
- 5 novembre - Anthony Kalik, calciatore australiano
- 5 novembre - Aboubakar Keita, calciatore ivoriano
- 5 novembre - Nishu Kumar, calciatore indiano
- 5 novembre - Chris Mepham, calciatore gallese
- 5 novembre - Andrej Mostovoj, calciatore russo
- 5 novembre - Wael Nasri, giocatore di football americano francese
- 5 novembre - Emmanuel Ojeda, calciatore argentino
- 5 novembre - Igor Paim, ex calciatore brasiliano
- 5 novembre - José Alejandro Reyes, calciatore honduregno
- 5 novembre - Lindsey Ruddins, pallavolista statunitense
- 5 novembre - Greg Taylor, calciatore scozzese
- 5 novembre - Dominique Thorne, attrice statunitense
- 5 novembre - Juninho Rocha, calciatore brasiliano
- 6 novembre - Fatih Aksoy, calciatore turco
- 6 novembre - Jurgen Bardhi, calciatore albanese
- 6 novembre - John Bates, giocatore di football americano statunitense
- 6 novembre - Aliona Bolsova, tennista moldava
- 6 novembre - Brittany Brewer, cestista statunitense
- 6 novembre - Aleksander Dziewa, cestista polacco
- 6 novembre - Hero Fiennes Tiffin, attore e modello britannico
- 6 novembre - Giulio Maria Furente, attore italiano
- 6 novembre - Lukas Leon, rapper finlandese
- 6 novembre - Abadi Hadis, mezzofondista etiope († 2020)
- 6 novembre - Hồ Tấn Tài, calciatore vietnamita
- 6 novembre - Elena-Gabriela Ruse, tennista romena
- 6 novembre - Marcelo Torres, calciatore argentino
- 6 novembre - Yūki Yamamoto, calciatore giapponese
- 7 novembre - David Baev, lottatore russo
- 7 novembre - Rafael Cruz, pallavolista portoricano
- 7 novembre - Joss Didiba, calciatore camerunese
- 7 novembre - Tyree Jackson, giocatore di football americano statunitense
- 7 novembre - Gabriel Lazarte, calciatore argentino
- 7 novembre - Kevin Mac Allister, calciatore argentino
- 7 novembre - Matt Morgan, cestista statunitense
- 7 novembre - Elisha Owusu, calciatore ghanese
- 7 novembre - Martina Piemonte, calciatrice italiana
- 7 novembre - Cecilia Prugna, calciatrice italiana
- 7 novembre - Celine Van Gestel, pallavolista belga
- 7 novembre - Fabienne Wohlwend, pilota automobilistica liechtensteinese
- 7 novembre - Bradley de Nooijer, calciatore olandese
- 8 novembre - Freya Christie, tennista britannica
- 8 novembre - Christian Maghoma, calciatore congolese (Repubblica Democratica del Congo)
- 8 novembre - Akram Tawfik, calciatore egiziano
- 8 novembre - Young Miko, cantante e rapper portoricana
- 8 novembre - Christina Robinson, attrice statunitense
- 9 novembre - Florian Bohnert, calciatore lussemburghese
- 9 novembre - Richie Grant, giocatore di football americano statunitense
- 9 novembre - Luka Grubišić, calciatore croato
- 9 novembre - Malik Herring, giocatore di football americano statunitense
- 9 novembre - Thakarius Keyes, giocatore di football americano statunitense
- 9 novembre - Matías Viña, calciatore uruguaiano
- 10 novembre - Federico Dimarco, calciatore italiano
- 10 novembre - Mários Geōrgíou, ginnasta cipriota
- 10 novembre - Maurice Gomis, calciatore italiano
- 10 novembre - Kazunari Ichimi, calciatore giapponese
- 10 novembre - Daniel James, calciatore gallese
- 10 novembre - Joost Klein, rapper e scrittore olandese
- 10 novembre - Victor Meutelet, attore francese
- 10 novembre - Giovanna Scoccimarro, judoka tedesca
- 10 novembre - Jurij Vakulko, calciatore ucraino
- 10 novembre - Rashad Weaver, giocatore di football americano statunitense
- 11 novembre - Buhlebenkhosi Dlamini, principe swati
- 11 novembre - Anton Donkor, calciatore tedesco
- 11 novembre - Lorenzo Giovannetti, hockeista su pista italiano
- 11 novembre - Jehor Klymenčuk, calciatore ucraino
- 11 novembre - Oier Luengo, calciatore spagnolo
- 11 novembre - Rodrigue Munsi, cestista della Repubblica Democratica del Congo
- 11 novembre - Marlon Rojas, ex calciatore trinidadiano
- 11 novembre - Stratos Svarnas, calciatore greco
- 11 novembre - Mate Vučić, cestista croato
- 12 novembre - Tajuan Agee, cestista statunitense
- 12 novembre - Boris Babic, calciatore svizzero
- 12 novembre - Robson Bambu, calciatore brasiliano
- 12 novembre - Tom Baumgart, calciatore tedesco
- 12 novembre - Nadia Delago, sciatrice alpina italiana
- 12 novembre - Josué Homawoo, calciatore togolese
- 12 novembre - Ismaël Kandouss, calciatore marocchino
- 12 novembre - Dexter Lawrence, giocatore di football americano statunitense
- 12 novembre - Julie Marichaud, calciatrice francese
- 12 novembre - Elena Pisani, calciatrice italiana
- 12 novembre - Lea Schüller, calciatrice tedesca
- 12 novembre - Demelza Wall, canoista australiana
- 13 novembre - Simon Amin, calciatore svedese
- 13 novembre - Lucille Gicquel, pallavolista francese
- 13 novembre - Jasser Khemiri, calciatore tunisino
- 13 novembre - Brent Kinsman, attore statunitense
- 13 novembre - Shane Kinsman, attore statunitense
- 13 novembre - DrefQuila, rapper, cantante e produttore discografico cileno
- 13 novembre - Florian Müller, calciatore tedesco
- 13 novembre - Taishi Narikuni, lottatore giapponese
- 13 novembre - Leona Popović, sciatrice alpina croata
- 13 novembre - Martín Rea, calciatore uruguaiano
- 13 novembre - Daniel Roberts, ostacolista statunitense
- 13 novembre - Aldair Ruiz, calciatore cubano
- 13 novembre - Konstantinos Stamoulis, mezzofondista greco
- 13 novembre - Pia-Sophie Wolter, calciatrice tedesca
- 14 novembre - Miranda Coetzee, velocista sudafricana
- 14 novembre - Erick Luis Conrado Carvalho, calciatore brasiliano
- 14 novembre - Justice Hill, giocatore di football americano statunitense
- 14 novembre - Ibuki Kido, doppiatrice giapponese
- 14 novembre - Martin Kramarič, calciatore sloveno
- 14 novembre - Noussair Mazraoui, calciatore marocchino
- 14 novembre - Kelvin Morgan, calciatore gibilterriano
- 14 novembre - Christopher Nkunku, calciatore francese
- 14 novembre - Zigmārs Raimo, cestista lettone
- 14 novembre - Ivanna Sachno, attrice ucraina
- 14 novembre - Pollys Sacramento, giocatore di football americano brasiliano
- 14 novembre - Il'ja Samošnikov, calciatore russo
- 14 novembre - George Sear, attore televisivo britannico
- 14 novembre - Axel Tuanzebe, calciatore congolese (Repubblica Democratica del Congo)
- 14 novembre - Ronald Álvarez, calciatore uruguaiano
- 15 novembre - Leelah Alcorn, statunitense († 2014)
- 15 novembre - Migouel Alfarela, calciatore francese
- 15 novembre - Paula Badosa, tennista spagnola
- 15 novembre - Ole Braunschweig, nuotatore tedesco
- 15 novembre - Joe Cokanasiga, rugbista a 15 figiano
- 15 novembre - Viktor Cyhankov, calciatore ucraino
- 15 novembre - Matías Cóccaro, calciatore uruguaiano
- 15 novembre - Emmanuel Dennis, calciatore nigeriano
- 15 novembre - George Dobson, calciatore inglese
- 15 novembre - Luis Haquín, calciatore boliviano
- 15 novembre - Aaron Leya Iseka, calciatore belga
- 15 novembre - Sōtīrīs Mpillīs, cestista greco
- 15 novembre - Ange Mutsinzi, calciatore ruandese
- 15 novembre - Brayan Rodallegas, sollevatore colombiano
- 15 novembre - Hüseyin Emre Sakçı, nuotatore turco
- 16 novembre - Ahmed Belhadji, calciatore marocchino
- 16 novembre - Nasser Mansi, calciatore egiziano
- 16 novembre - Bruno Guimarães, calciatore brasiliano
- 16 novembre - Marko Krstanovic, ex cestista tedesco
- 16 novembre - Andrea Pecchia, cestista italiano
- 16 novembre - Neymar Canhembe, calciatore mozambicano
- 17 novembre - Danilo Acosta, calciatore honduregno
- 17 novembre - Dragan Bender, cestista croato
- 17 novembre - Rashan Gary, giocatore di football americano statunitense
- 17 novembre - Matt Hennessy, giocatore di football americano statunitense
- 17 novembre - Yugyeom, cantautore e ballerino sudcoreano
- 17 novembre - Nnamdi Madubuike, giocatore di football americano statunitense
- 17 novembre - Julian Ryerson, calciatore norvegese
- 17 novembre - Jonah Williams, giocatore di football americano statunitense
- 18 novembre - Olivier Boscagli, calciatore francese
- 18 novembre - Jordy Caicedo, calciatore ecuadoriano
- 18 novembre - Francesca Cristetti, nuotatrice italiana
- 18 novembre - Ovie Ejaria, calciatore inglese
- 18 novembre - Jake Grech, calciatore maltese
- 18 novembre - Andy Isabella, giocatore di football americano statunitense
- 18 novembre - Salome Lang, altista svizzera
- 18 novembre - Robert Sánchez, calciatore spagnolo
- 18 novembre - Noémi Makra, ginnasta ungherese
- 18 novembre - Mikayla Pivec, cestista statunitense
- 18 novembre - Micheal Ward, attore giamaicano
- 18 novembre - Won Du-jae, calciatore sudcoreano
- 19 novembre - Salomé Afonso, mezzofondista portoghese
- 19 novembre - Luca Chiumento, canottiere italiano
- 19 novembre - Zach Collins, cestista statunitense
- 19 novembre - Valentin Darbellay, ciclista su strada e ex sciatore alpino svizzero
- 19 novembre - Grant Holloway, ostacolista statunitense
- 19 novembre - Dušan Rajović, ciclista su strada serbo
- 19 novembre - Taras Sakiv, calciatore ucraino
- 19 novembre - Kamila Żuk, biatleta polacca
- 20 novembre - Kōstas Antetokounmpo, cestista greco
- 20 novembre - Tyler Biadasz, giocatore di football americano statunitense
- 20 novembre - Duccio Cosi, rugbista a 15 italiano
- 20 novembre - Noah Fant, giocatore di football americano statunitense
- 20 novembre - Eddy Finé, ex ciclista su strada e ex ciclocrossista francese
- 20 novembre - Levi García, calciatore trinidadiano
- 20 novembre - Joshua Kelley, giocatore di football americano statunitense
- 20 novembre - Risto Lillemets, multiplista estone
- 20 novembre - Laura Pirovano, sciatrice alpina italiana
- 20 novembre - Edmen Shahbazyan, artista marziale misto statunitense
- 20 novembre - Cheick Timité, calciatore ivoriano
- 21 novembre - Bonfils-Caleb Bimenyimana, calciatore burundese
- 21 novembre - Sethu, cantautore e rapper italiano
- 21 novembre - Gao Xinyu, tennista cinese
- 21 novembre - Reo Hatate, calciatore giapponese
- 21 novembre - Toni Lato, calciatore spagnolo
- 21 novembre - Romana Maggiora Vergano, attrice italiana
- 21 novembre - Anderson Oliveira Silva, calciatore brasiliano
- 21 novembre - André Clovis, calciatore brasiliano
- 22 novembre - Archie Renaux, attore britannico
- 22 novembre - Lloyd Cushenberry, giocatore di football americano statunitense
- 22 novembre - Keita Endō, calciatore giapponese
- 22 novembre - Jade Grillet-Aubert, sciatrice freestyle e ex sciatrice alpina francese
- 22 novembre - Shemmy Mayembe, calciatore zambiano
- 22 novembre - Pedro Perotti, calciatore brasiliano
- 22 novembre - Prince Tega Wanogho, giocatore di football americano nigeriano
- 22 novembre - Roberts Zvejnieks, pattinatore di short track lettone
- 23 novembre - Satomi Fukudome, pallavolista giapponese
- 23 novembre - Marco Kohler, sciatore alpino svizzero
- 23 novembre - Agustín Ocampo, calciatore uruguaiano
- 23 novembre - Əli Rəhimzadə, lottatore azero
- 23 novembre - Aafke Soet, ex ciclista su strada olandese
- 23 novembre - Jákup Thomsen, calciatore faroese
- 23 novembre - Yu Zhiying, giocatrice di go cinese
- 24 novembre - Iván Anderson, calciatore panamense
- 24 novembre - Diego Becker, calciatore argentino
- 24 novembre - Patrick Berg, calciatore norvegese
- 24 novembre - Marion Borras, pistard e ciclista su strada francese
- 24 novembre - Zack Bryant, cestista statunitense
- 24 novembre - Elias Cobbaut, calciatore belga
- 24 novembre - Julian Lelieveld, calciatore olandese
- 24 novembre - Braden Mann, giocatore di football americano statunitense
- 24 novembre - Shaquille Momad Nangy, calciatore mozambicano
- 24 novembre - Vasilīs Mouratos, cestista greco
- 24 novembre - Elom Nya-Vedji, calciatore togolese
- 24 novembre - Reiley, cantante faroese
- 24 novembre - Marco Richter, calciatore tedesco
- 24 novembre - Katrin Taseva, ginnasta bulgara
- 25 novembre - Asia Bailey, taekwondoka britannica
- 25 novembre - Kayla Caffey, pallavolista statunitense
- 25 novembre - Ji Woo, attrice sudcoreana
- 25 novembre - Derek Cornelius, calciatore canadese
- 25 novembre - Máximo Fjellerup, cestista argentino
- 25 novembre - Daniel Magda, calciatore slovacco
- 25 novembre - Jake Mageau, sciatore freestyle statunitense
- 25 novembre - Cristopher Meléndez, calciatore honduregno
- 25 novembre - Mathias Rasmussen, calciatore norvegese
- 25 novembre - Dennis Smith, cestista statunitense
- 25 novembre - Jawaan Taylor, giocatore di football americano statunitense
- 25 novembre - Diego Tinoco, attore statunitense
- 25 novembre - Sergio Urrego, colombiano († 2014)
- 25 novembre - Sevgi Uzun, cestista turca
- 25 novembre - Alexis Vega, calciatore messicano
- 26 novembre - Silvester Belt, cantante lituano
- 26 novembre - Şifanur Gül, attrice turca
- 26 novembre - Aubrey Joseph, attore e cantante statunitense
- 26 novembre - Hanna Kebinger, biatleta tedesca
- 26 novembre - Lin Junyan, goista taiwanese
- 26 novembre - Peter Lynch, maratoneta e mezzofondista irlandese
- 26 novembre - Beka Mikeltadze, calciatore georgiano
- 26 novembre - Farouk Miya, calciatore ugandese
- 26 novembre - Robeilys Peinado, astista venezuelana
- 26 novembre - Juan Pablo Ramírez, calciatore colombiano
- 26 novembre - Jovan Stojoski, velocista serbo
- 26 novembre - Aaron Wan-Bissaka, calciatore inglese
- 26 novembre - Jennie Wåhlin, giocatrice di curling svedese
- 26 novembre - Jonata Bastos, calciatore brasiliano
- 27 novembre - Amine Bassi, calciatore francese
- 27 novembre - Eden Blecher, nuotatrice artistica israeliana
- 27 novembre - Leto, rapper francese
- 27 novembre - Benito Jones, giocatore di football americano statunitense
- 27 novembre - Andrea Manzi, nuotatore italiano
- 27 novembre - Agustín Maziero, calciatore argentino
- 27 novembre - Harold Moukoudi, calciatore francese
- 28 novembre - Klara Andrup, calciatrice svedese
- 28 novembre - Urko Berrade, ciclista su strada spagnolo
- 28 novembre - Julija Levčenko, altista ucraina
- 28 novembre - Clara Matéo, calciatrice francese
- 28 novembre - Mostafa Mohamed, calciatore egiziano
- 28 novembre - Paul Russell, cantante e rapper statunitense
- 28 novembre - Karla Santos, pallavolista portoricana
- 28 novembre - Eduardo Santos, calciatore brasiliano
- 28 novembre - Xaver Schlager, calciatore austriaco
- 28 novembre - Dmitrij Vorob'ëv, calciatore russo
- 29 novembre - Karim El Eraki, calciatore egiziano
- 29 novembre - Lyu Haotian, giocatore di snooker cinese
- 29 novembre - Natalie Maag, slittinista svizzera
- 29 novembre - Nina O'Brien, sciatrice alpina statunitense
- 29 novembre - Giuseppe Pezzella, calciatore italiano
- 29 novembre - Fabian Reese, calciatore tedesco
- 29 novembre - Emma Ribom, fondista svedese
- 29 novembre - Nick Richards, cestista giamaicano
- 30 novembre - Elvis Afrifa, velocista olandese
- 30 novembre - Magali Kempen, tennista belga
- 30 novembre - Liu Huixia, tuffatrice cinese
- 30 novembre - Kai McKenzie-Lyle, calciatore guyanese
- 30 novembre - Brayan Rojas, calciatore costaricano
- 30 novembre - Antilai Sandrini, danzatrice e artista marziale italiana